# María de los Ángeles Vázquez
María de los Ángeles Vázquez (Mondoñedo, 1878 - Buenos Aires, 29 de octubre de 1912), fue una periodista y escritora gallega que emigró a la Argentina, donde falleció a corta edad.

## Biografía
Nació en el año 1878 en la ciudad de Mondañedo, norte de la provincia de Lugo, en la comunidad autónoma de Galicia (España).
Publicó sus primeros escritos en El Reparador, La Voz Mindoniense, El Diario de Mondoñedo, El Baluarte de Galicia y El Correo de Lugo. De joven, en 1897 y con solo 20 años, se fugó de su casa y recorrió Galicia con el fin de contar sus impresiones en una publicación. También estuvo radicada un tiempo en Madrid, y luego, a finales del siglo xix o principios del xx emigró a la Argentina.
En Buenos Aires se relacionó con otros jóvenes provenientes de Mondañedo y empezó a colaborar activamente en asociaciones gallegas. También se involucró en la lucha por el voto femenino con Elvira Rawson de Dellepiane. Se hizo amiga de la escritora Julia Hernando Ayala. Fue parte fundacional del Ateneo Rosalía de Castro de Buenos Aires, grupo formado para promover la cultura gallega y la erección de un mausoleo en su honor. Posteriormente se convertiría en presidenta de esta fundación.
También participó en la prensa de la época. Publicó poemas en los diarios El Porvenir Intelectual', El Nuevo Serafín y Alborada al mismo tiempo fue corresponsal de La Gaceta de Galicia. En 1905 fundó y dirigió la revista Galicia. En octubre del año 1904 publicó un folleto llamada "Memorias de Mondoñedo" en el cual en el que da cuenta de la romería de Los Remedios en Palermo, con lo que la tercera parte de lo recaudado será para enviar fondos para un hospital en su poblado natal.
Se casó con uno de los fundadores del Centro Gallego de Buenos Aires, y tuvo una hija en 1909, llamada Julieta Gómez Paz, que se convirtió en una importante poetisa, ensayista, crítica literaria, traductora y conferencista.
Falleció en Buenos Aires el 29 de octubre de 1912.